# Canal de Wellington

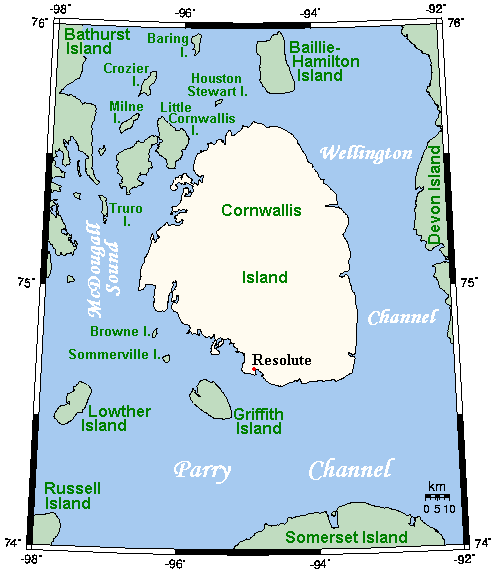
El canal de Wellington, al este de isla Cornwallis

El canal de Wellington (75°00′N 093°00′O / 75.000, -93.000) (no confundir con el estrecho de Wellington) es un canal natural a través del archipiélago Ártico Canadiense central, en la región de Qikiqtaaluk, Nunavut. Corre norte-sur, separando la isla Cornwallis y la isla Devon.
En 1845 sir John Franklin hivernó en la isla Beechey en su extremo sureste. En 1850 2 naves fueron atrapadas en el hielo. En la primavera de 1851 fue explorado por Guillermo Penny que fue en trineo al extremo noroeste de la isla de Devon. Edward Belcher lo exploró en 1852.